# ビタワン
ビタワン (VITA-ONE) は日本ペットフードが1960年に日本で最初に発売したドッグフード。同商品のマスコット「ビタワンくん」についても本項で記す。

## 略歴
- 1960年 - 協同飼料が日本初のドッグフード「愛犬の栄養食ビタワン」発売開始。商品名はビタミンの「ビタ」と、数字の1及び犬の吠え声を意味する「ワン」から付けられた。当時は粉末で、水で練って与えていたが、のちにビスケット状の製品が発売された。
- 1963年 - 日本ペットフード設立。ビタワンの製造販売が協同飼料から同社に移管された。
- 1964年 - 現在と同じペレット状の商品が発売される。
- 2010年 - 発売50周年を機に、ビタワンブランドを大幅にリニューアル。[1]

## ビタワンシリーズ
- ビタワンミックス
- ビタワン小型犬用
- ビタワン生肉入りソフト
- ビタワンソフト

etc

## マスコット
「ビタワンくん」はハイブリッドの白い雄犬で、1960年のビタワン発売開始当初から商品パッケージに描かれている。誕生日は1960年4月1日、出身地は日本、趣味はお風呂と散歩、性格はとても優しくてちょっぴり控えめだけど実は甘えん坊、好きな食べ物はチーズとさつまいも、口癖は「ワン！」という設定となっている。
1961年に箱入りの製品が発売される際に、一時期別の犬にその座を譲ったが、間もなく再登場し、デザインが若干シンプルになるなどのマイナーチェンジを経て、現在（2007年）もビタワンの“顔”となっている。2010年4月、ビタワン発売50周年を機に大幅にリニューアルされ、ブランドロゴも一新した。
なお、キャットフードには以前は猫のマスコット「ミミーちゃん」が描かれていたが、2001年よりハイブリッドの白い雌猫「ミオちゃん」に交代している。